# Gustav Leo
Gustav Heinrich Leo (* 3. Mai 1868 in Hamburg; † 8. Dezember 1944 ebenda) war ein deutscher Bauingenieur und hamburgischer Baubeamter.

## Biografie
Gustav Leo kam 1868 als Sohn des Juristen und Senatssyndicus Karl Ludwig Leo und dessen Ehefrau Franzisca Henriette Leo geb. Herrmann in der Freien und Hansestadt Hamburg zur Welt.

### Ausbildung
Leo besuchte die Gelehrtenschule des Johanneums und absolvierte im Anschluss an die Schulzeit ein einjähriges Praktikum in der Eisenbahnhauptwerkstatt Altona. Dem Praktikum folgte ein vierjähriges Studium des Bauingenieurwesens an der Technischen Hochschule Karlsruhe und der Technischen Hochschule (Berlin-)Charlottenburg. Im Rahmen des anschließenden dreijährigen Vorbereitungsdienstes als Regierungsbauführer (Referendar) wirkte Leo mit an den Umbauten der Bahnhöfe in Hamburg und Altona. 1896 legte er am Technischen Prüfungsamt in Berlin das zweite Staatsexamen ab und wurde zum Regierungsbaumeister (Assessor) ernannt. Ein Jahr später trat 1897 er in den hamburgischen Staatsdienst ein.
Im Jahr 1902 heiratete Leo Lilli (Caroline) Franzen, die Tochter des Direktors der Hamburg-Südamerikanischen Dampfschifffahrtsgesellschaft. 1909 wurde ihr Sohn Friedrich geboren. 

### Berufliche Tätigkeit

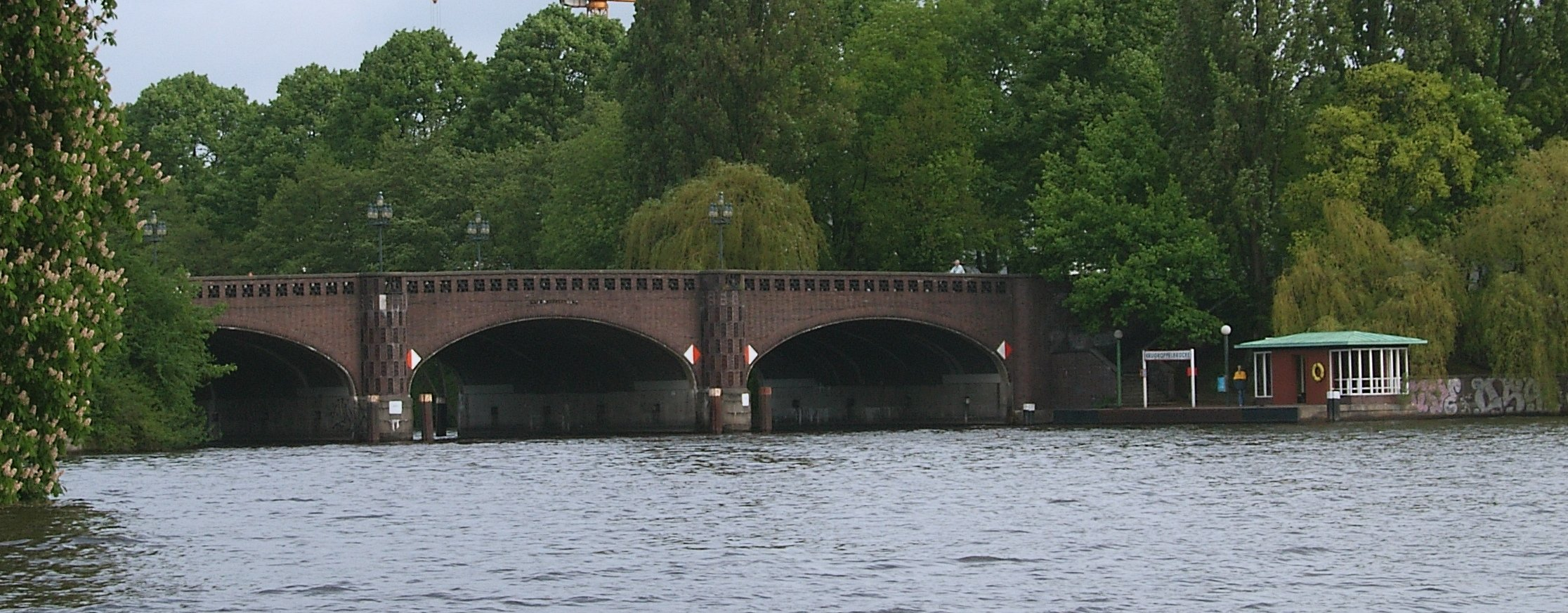
Krugkoppelbrücke über die Alster in Winterhude, erbaut 1927/28 nach Plänen von Fritz Schumacher und Gustav Leo

Leo war Mitarbeiter von Fritz Schumacher. Beauftragt wurde er mit der Neuplanung der Alsterkanalisierung. Zahlreiche Brücken entstanden unter seiner Leitung; beispielsweise die Leinpfadbrücke und die Krugkoppelbrücke. Auch leitete Leo die Planungs- und Ausführungsarbeiten für den Hamburger Stadtpark. Ebenso war er zuständig für die Erschließung der nördlichen Randbezirke Hamburgs. 1920 wurde Leo zum Baudirektor ernannt, 1923 zum Oberbaudirektor des Ingenieurwesens und damit zum Nachfolger von Ferdinand Sperber. Zuständig war er von Amts wegen für den Straßen-, Brücken- und Wasserbau. Darüber hinaus fielen die Kanalisation, Straßenreinigung und Müllverbrennung in seinen Aufgabenbereich. Auch leitete er den ingenieurtechnischen Teil des Städtebaus. Mit 65 Jahren wurde Leo 1933 in den Ruhestand versetzt. In diesem Zusammenhang würdigte das Hamburger Fremdenblatt seine Verdienste für die Stadt Hamburg.
Im Jahr 1921 wurde Leo Mitglied der Patriotischen Gesellschaft, außerdem gehörte er verschiedenen Fachvereinigungen an. 
In Fachzeitschriften wie beispielsweise der Deutschen Bauzeitung erschienen zu unterschiedlichen Themen Aufsätze von Leo. Nach seinem Tod veröffentlichte der Arbeitsausschuss der hamburgischen Bauwirtschaft eine Arbeit Leos zu William Lindley.

## Opfer des Nationalsozialismus

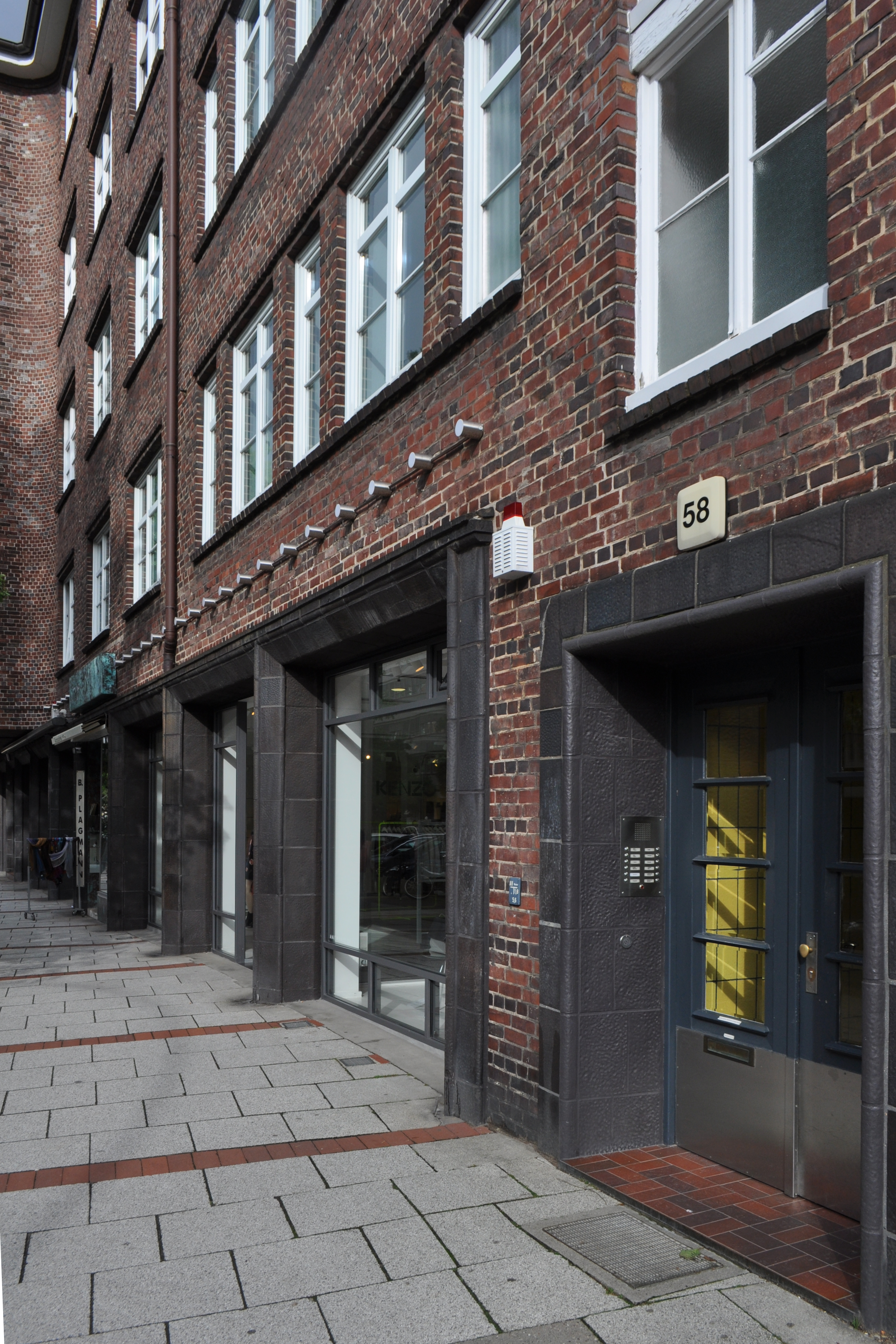
Siedlungsbau / Geschäftshaus Eppendorfer Landstraße 58

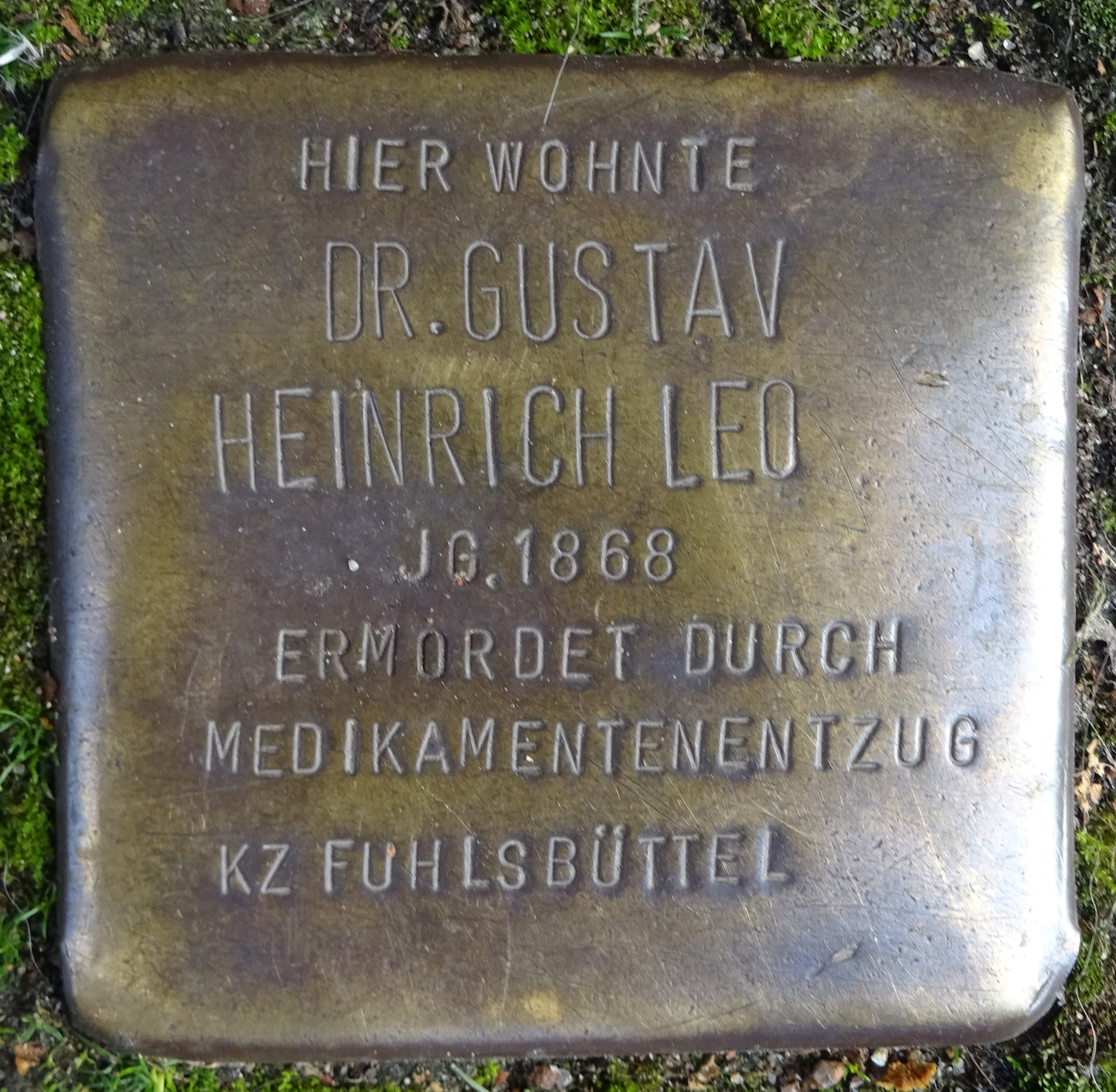
Stolperstein für Gustav Heinrich Leo vor dem Haus Eppendorfer Landstraße 58

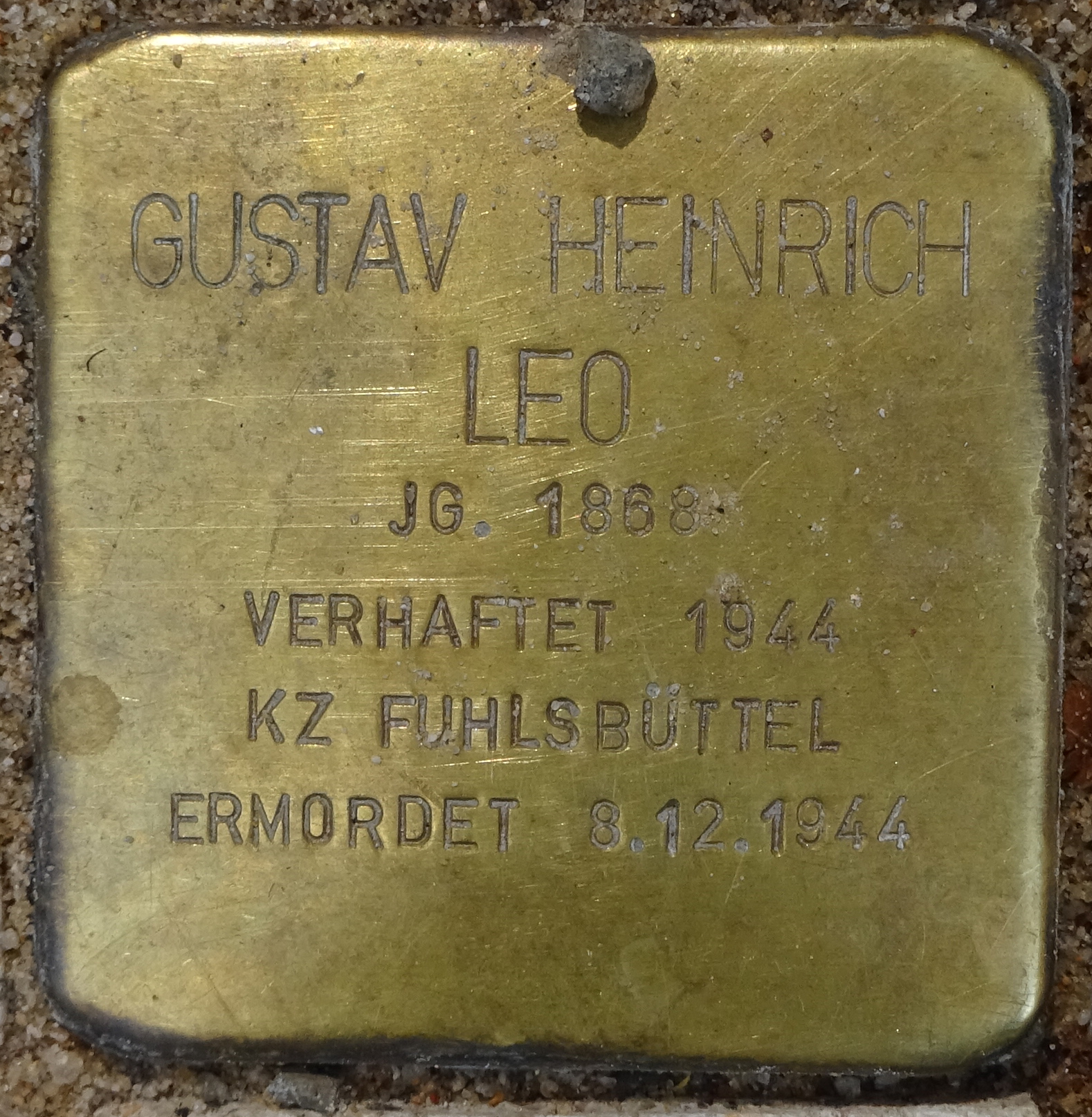
Stolperstein für Gustav Heinrich Leo vor dem Haus der Patriotischen Gesellschaft

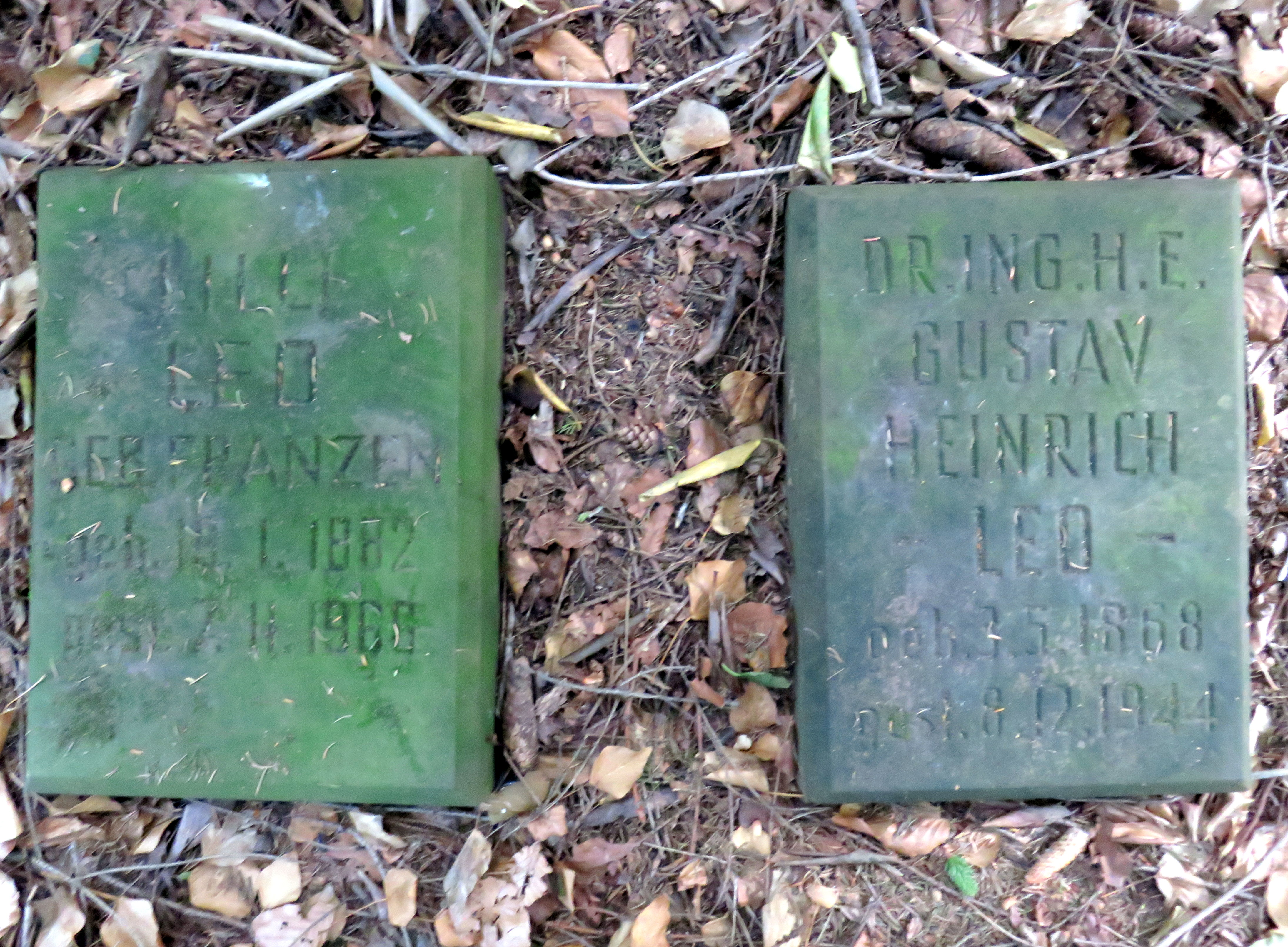
Kissensteine Gustav und Lilli Leo, Familiengrabstätte Carl Leo auf dem Friedhof Ohlsdorf

Gustav Leo, seine Ehefrau Lilli und sein Sohn Friedrich wurden Opfer der Nationalsozialisten. Anders als seine Ehefrau und sein Sohn überlebte Gustav Leo die Zeit des Nationalsozialismus nicht.  

### Gustav Leo
Im Zusammenhang mit einer Sachverständigentätigkeit, die an Gustav Leo herangetragen worden war, wurde 1935 amtlicherseits festgestellt, dass Leo „zu einem Viertel Nichtarier“ war. 1938 lehnte es der Verein für Hamburgische Geschichte ab, die eingereichte Schrift Leos zu William Lindley zu veröffentlichen – mit der Begründung, der Autor sei nicht „rein deutschblütig“.  
Während des Zweiten Weltkriegs wurde Leo wegen Rundfunkverbrechens angeklagt. 
Des Weiteren wurde gegen ihn Klage wegen staatsfeindlicher Betätigung erhoben. Während eines Kuraufenthalts in Bad Wiessee, dem er sich zur Behandlung einer Herzerkrankung unterzogen hatte, wurde Leo am 27. September 1944 verhaftet. Den Hintergrund hierfür bildete ein Briefwechsel mit seinem Sohn. Leo wurde in das Konzentrationslager Fuhlsbüttel gebracht. Am 4. Dezember erfolgte seine Verlegung in das Untersuchungsgefängnis Hamburg-Stadt am Holstenglacis. 
Im Untersuchungsgefängnis erhielt Leo nicht die für ihn lebensnotwendigen Arzneimittel. Nach vier Tagen, am 8. Dezember 1944, wurde er in das Evangelische Krankenhaus Alsterdorf verlegt. Gustav Leo starb dort am selben Tag im Alter von 76 Jahren.
Auf der Familiengrabstätte Carl Leo auf dem Hamburger Friedhof Ohlsdorf im Planquadrat Z 12, 60-7 (Norderstraße südwestlich Nordteich) liegen je ein Kissenstein für Gustav Leo und seine Ehefrau Lilli.

### Lilli Leo
Auch gegen Lilli Leo wurde Anklage wegen Rundfunkverbrechens und staatsfeindlicher Betätigung erhoben. Eine Woche vor ihrem Ehemann kam sie am 20. September 1944 nach Fuhlsbüttel. Am 25. November erfolgte ihre Verlegung in das Untersuchungsgefängnis Hamburg-Stadt. Einen Tag vor dem Einmarsch der britischen Besatzungstruppen am 3. Mai 1945 wurde sie aus dem Untersuchungsgefängnis entlassen. An der Bestattung ihres Ehemanns hatte sie nicht teilnehmen dürfen.    

### Friedrich Leo
Der Sohn Friedrich Leo studierte Rechtswissenschaft. Als sogenannter Mischling 2. Grades durfte er das zweite Staatsexamen nur mit einer Ausnahmegenehmigung ablegen. Die fehlende Aussicht, als Rechtsanwalt tätig werden zu können, führte dazu, dass er das Referendariat abbrach. 1940 wurde er zur Wehrmacht eingezogen und in Frankreich stationiert. 
Dorthin schickten ihm seine Eltern Geld. Dieses erreichte ihn mithilfe von Verwandten des Sohnes in Paris lebender Freunde der Leos. Der Sohn der Pariser Freunde wohnte seit 1943 bei den Leos in Hamburg. Er arbeitete bei einem Architekten, der mit Gustav und Lilli Leo befreundet war. Zivilpersonen konnten ihren Verdienst über ihren Arbeitgeber in ihre Heimat schicken lassen. Dies nutzte Leo dazu, seinem Sohn über das Büro des Architekten Geld zukommen zu lassen. Mit diesem wurde Friedrich Leo gefasst. Um seine Eltern nicht zu belasten, akzeptierte er eine Strafe wegen Unterschlagung. 
1944 erfolgte seine Überstellung in das Wehrmachtsuntersuchungsgefängnis Hamburg-Altona. Dort wurde ihm eröffnet, dass das entsprechende Verfahren so lange ausgesetzt sei, bis ein gegen ihn und seine Eltern anhängiges Verfahren wegen staatsfeindlicher Betätigung stattfinden würde. Die diesbezüglich erhobene Klage erfolgte aufgrund des Inhalts eines Briefwechsels mit seinen Eltern, der der Gestapo vorlag. 
Nach neunmonatiger Haft, am 2. April 1945, wurde Friedrich Leo zum Feldausbildungs-Regiment nach Fürstenwalde befohlen. Am 2. Mai kam er in US-amerikanische Kriegsgefangenschaft, aus der er am 13. Juli 1945 entlassen wurde.

## Ehrungen
- 1929 verlieh ihm die Technische Universität Danzig die Ehrendoktorwürde (als Dr.-Ing. E. h.).
- Posthum wurde 1947 die Straße Rehhagen in Hamburg-Eppendorf nach Gustav Leo benannt.[3]